# Melvin Baldwin

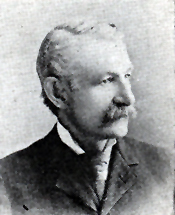
Melvin Baldwin

Melvin Riley Baldwin (* 12. April 1838 bei Chester, Windsor County, Vermont; † 15. April 1901 in Seattle, Washington) war ein US-amerikanischer Politiker. Zwischen 1893 und 1895 vertrat er den Bundesstaat Minnesota im US-Repräsentantenhaus.

## Werdegang
Im Jahr 1847 kam Melvin Baldwin mit seinen Eltern nach Oshkosh in Wisconsin. Dort besuchte er die öffentlichen Schulen. Danach studierte er bis 1855 an der Lawrence University in Appleton. Baldwin studierte auch noch Jura, ohne jedoch juristisch tätig zu werden. Stattdessen engagierte er sich im Eisenbahngeschäft. Bis 1861 arbeitete er für die Chicago and North Western Railway. Während des Bürgerkrieges stieg er in der Armee der Union bis zum Hauptmann auf. In Gettysburg geriet er im Juli 1863 in Kriegsgefangenschaft. Die folgenden 18 Monate verbrachte er in verschiedenen Gefangenenlagern der Konföderierten. Darunter war auch das berüchtigte Libby-Gefängnis in Richmond (Virginia).
Nach dem Krieg arbeitete Baldwin in Kansas im Eisenbahnbau. Im Jahr 1885 zog er nach Duluth in Minnesota. Dort begann er als Mitglied der Demokratischen Partei eine politische Laufbahn. Bei den Kongresswahlen des Jahres 1892 wurde er im damals neugeschaffenen sechsten Wahlbezirk von Minnesota in das US-Repräsentantenhaus in Washington, D.C. gewählt, wo er am 4. März 1893 sein neues Mandat antrat. Da er bei den Wahlen des Jahres 1894 dem Republikaner Charles A. Towne unterlag, konnte er bis zum 3. März 1895 nur eine Legislaturperiode im Kongress absolvieren.
Nach seiner Zeit im Repräsentantenhaus war Baldwin bis 1897 Vorsitzender der Chippewa-Indianer-Kommission. Im November 1897 zog er nach Alaska. Er starb am 15. April 1901 in Seattle und wurde in Duluth beigesetzt.